# Bruno Gazzotti
Pour les articles homonymes, voir Gazzotti.
Bruno Gazzotti, né le 16 septembre 1970 à Cointe (province de Liège), est un dessinateur de bande dessinée belge. En collaboration avec Fabien Vehlmann, il est l'auteur de la série fantastique jeunesse Seuls qui remporte un grand succès public.

## Biographie

### Jeunesse et formation
Bruno Gazzotti naît le 16 septembre 1970 à Cointe. Il est issu d'une famille d'origine italienne, son grand-père italien est venu travailler dans les mines belges. Quant à son père, arrivé en Belgique à l'âge de 4-5 ans, il opte pour la nationalité belge et épouse une Liégeoise, tous deux sont professeur d'éducation physique. C'est encore son père qui suit avec passion les bandes dessinées des journaux Tintin et Spirou. Le jeune Bruno est rapidement contaminé par ce virus. Très jeune, il apprend à lire pour comprendre les phylactères dans les images qui l'attirent. Ses héros préférés sont notamment Spirou, Tintin, Gaston Lagaffe; Natacha ou encore Blake et Mortimer. Il dessine énormément car étant timide, il trouve comme cela une manière de se faire apprécier et encourager par un milieu très ouvert à la bande dessinée.

### Carrière
Après des études artistiques à l'École supérieure des arts Saint-Luc de Liège, il s'oriente vers la bande dessinée et, en 1988, il devient « petite main » aux éditions Dupuis, y effectuant des petits travaux, l'animation de pages et de rubriques qu'il signe Gazzo. Il devient assistant de Tome et Janry pour l'album Spirou et Fantasio à Moscou et pour la série Le Petit Spirou. En 1989, il publie son premier court récit de deux planches dans Spirou sur un scénario de Vincent Dugomier.
En 1990, Tome lui propose de reprendre la série Soda qu'il scénarise et qu'a cessé d'illustrer le dessinateur Luc Warnant au bout de deux albums. Ce travail se poursuit jusqu'en juin 2005 et rencontre un grand succès public,,. Cependant, la gestation du douzième album s'avère compliquée. En 2004, ActuaBD rapporte les propos de Gazzotti sur le sujet : « Désolé, mais le Soda n’est pas encore programmé. J’ai actuellement terminé 30 pages du no 12 mais cela fait un an et trois mois que je suis en attente des dernières pages de scénar. Il est vrai que j’ai assigné Tome en justice pour pouvoir terminer cet album... mais nous sommes en négociation pour que tout se termine à l’amiable et que les lecteurs puissent enfin lire le Soda no 12 qui sera aussi mon dernier ».
En avril 2005, deux mois avant la sortie de l'album, il rassure cependant les lecteurs : « Normalement, je me succéderai au dessin de la série, un accord ayant été trouvé pour continuer la série tout en respectant les désirs de chacun,[source insuffisante] ».
Cependant, en novembre 2010, il annonce quitter la série étant en désaccord avec le thème choisi par Tome pour les deux prochains albums, consacrés aux attentats du 11 septembre 2001.
C'est donc l'autre assistant de Janry, Dan Verlinden, qui le remplace l'année suivante, pour la première partie du diptyque, intitulée Résurrection.
En 2001, il signe aux côtés de Ralph Meyer sur un scénario de Fabien Vehlmann le one shot Des lendemains sans nuage dans la collection « Signé » des éditions Le Lombard.
Depuis janvier 2006, Gazzotti se concentre sur les dessins d'une série de bande dessinée fantastique à destination de la jeunesse, en collaboration avec le scénariste Fabien Vehlmann : Seuls. Celle-ci rencontre un grand succès critique et public. En effet, dans Le Parisien en 2018, la critique Sandrine Bajos indique : « Seuls s’est au fil des ans imposée comme un des plus grands succès de la BD jeunesse avec déjà plus de 2 millions d’exemplaires vendus ».
En 2021, il rend hommage à Raoul Cauvin dans Spirou. En 2023, il entreprend la reprise de Soda avec l'épisode Le Pasteur sanglant scénarisé par Olivier Bocquet et mis en couleur par Usagi, prépublié dans Spirou à partir du no 4435 du 23 mars 2023. L'album prend la numérotation 13 dans la série gommant ainsi le volume Résurrection,. 
En janvier 2024, après avoir été édité pendant 15 ans aux éditions Dupuis, Seuls change d'éditeur pour les éditions parisiennes Rue de Sèvres avec l'ambition de relancer la série, écoulée à 3 millions d'exemplaires,. L'épisode Les Protecteurs, voit l'arrivée de nouveaux  arrivants qui racontent leur dernier souvenir. 
La même année, il livre aussi le quinzième tome de la série Seuls pour laquelle 22 albums sont prévus,. L'opus intitulé L’Hôtel au bord du monde — au tirage initial de 70 000 exemplaires — conte le récit où Dodji et ses amis se retrouvent sur une île mystérieuse en quête de huit fragments nécessaires à la reconstitution de l’âme affaiblie de Jézabel et ce avec l’aide d’une pie bavarde. Le chroniqueur Laurent Lessous du site BDzoom en fait une suggestion de livre jeunesse à offrir pour les fêtes 2024. La mise en couleur de la coloriste Usagi étant également remarquée.

### Autres projets
En 1993, pendant qu'il travaille sur Soda, il réalise Pilote de Chasse pour la Force aérienne belge,.

### Influence
Gazzotti a une forte influence sur Steve Van Bael.

## Publications

### Soda

#### Revues
Spirou
- Tu ne buteras point, no 2736 du 19 septembre 1990 au no 2750 du 26 décembre 1990
- Dieu est mort ce soir, no 2840 du 16 septembre 1992 au no 2850 du 25 novembre 1992
- Fureur chez les saints, no 2883 du 14 juillet 1993 au no 2892 du 15 septembre 1993
- Confession express, no 2935 du 13 juillet 1994 au no 2944 du 14 septembre 1994
- Lève–toi et meurs, no 2987 du 12 juillet 1995 au no 2999 du 4 octobre 1995
- Tuez en paix, no 3035 du 12 juin 1996 au no 3045 du 21 août 1996
- Et délivre–nous du mal, no 3095 du 6 août 1997 au no 3105 du 15 octobre 1997
- Dieu seul le sait, no 3160 du 4 novembre 1998 au no 3170 du 13 janvier 1999
- Prières et balistique, no 3306 du 22 août 2001 au no 3316 du 31 octobre 2001
- Code Apocalypse, no 3493 du 23 mars 2005 au no 3502 du 25 mai 2005
- Le Pasteur sanglant, à partir du no 4435 du 23 mars 2023 au no 4442 du 12 avril 2023.

Bedeka
- Code Apocalypse, extrait et critique no 16 en 2005.

#### Albums
- 3. Tu ne buteras point[26], Dupuis, coll. « Repérages », Marcinelle, mars 1991
Scénario : Tome - Dessin : Bruno Gazzotti, Luc Warnant - Couleurs : Stéphane De Becker -  (ISBN 2-8001-1819-9)
- 4. Dieu est mort ce soir, Dupuis, coll. « Repérages », Marcinelle, février 1993
Scénario : Tome - Dessin : Bruno Gazzotti - Couleurs : Stéphane De Becker -  (ISBN 2-8001-1948-9)
- 5. Fureur chez les saints, Dupuis, coll. « Repérages », Marcinelle, novembre 1993
Scénario : Tome - Dessin : Bruno Gazzotti - Couleurs : Stéphane De Becker -  (ISBN 2-8001-2059-2)
- 6. Confession Express[27], Dupuis, coll. « Repérages », Marcinelle, octobre 1994
Scénario : Tome - Dessin : Bruno Gazzotti - Couleurs : Stéphane De Becker -  (ISBN 2-8001-2136-X)
- 7. Lève-toi et meurs[28], Dupuis, coll. « Repérages », Marcinelle, novembre 1995
Scénario : Tome - Dessin : Bruno Gazzotti - Couleurs : Cerise -  (ISBN 2-8001-2230-7)
- 8. Tuez en paix[29], Dupuis, coll. « Repérages », Marcinelle, novembre 1996
Scénario : Tome - Dessin : Bruno Gazzotti - Couleurs : Cerise -  (ISBN 2-8001-2348-6)
- 9. Et délivre-nous du mal[30],[31], Dupuis, coll. « Repérages », Marcinelle, novembre 1997
Scénario : Tome - Dessin : Bruno Gazzotti - Couleurs : Cerise -  (ISBN 2-8001-2471-7)
- 10. Dieu seul le sait[32], Dupuis, coll. « Repérages », Marcinelle, février 1999
Scénario : Tome - Dessin : Bruno Gazzotti - Couleurs : Cerise -  (ISBN 2-8001-2661-2)
- 11. Prières et balistiques[33],[34], Dupuis, coll. « Repérages », Marcinelle, décembre 2001
Scénario : Tome - Dessin : Bruno Gazzotti - Couleurs : Cerise -  (ISBN 2-8001-2854-2)
- 12. Code Apocalypse[35],[36], Dupuis, coll. « Repérages », Marcinelle, juin 2005
Scénario : Tome - Dessin : Bruno Gazzotti - Couleurs : Cerise -  (ISBN 2-8001-3268-X)
- 13. Le Pasteur sanglant[37],[38], Dupuis, Marcinelle, 9 juin 2023
Scénario : Olivier Bocquet - Dessin : Bruno Gazzotti - Couleurs : Usagi -  (ISBN 9791034764518)

#### Autres
Tirages de tête
- Tuez en paix, Khani Éditions, Saive, 1996
Scénario : Tome - Dessin : Bruno Gazzotti - Couleurs : noir et blanc - (ISBN 2-907159-11-9)
- Et délivre-nous du mal, BD Must, Bruxelles, 1997
Scénario : Tome - Dessin : Bruno Gazzotti
- Prières et balistique, Khani Éditions, Saive, 2001
Scénario : Tome - Dessin : Bruno Gazzotti - (ISBN 2-907159-34-8)
- Dossier Soda, Horizon BD, 2002
Scénario : Tome - Dessin : Bruno Gazzotti - Couleurs : Cerise
- Code Apocalypse, Khani Éditions, Saive, 2001
Scénario : Tome - Dessin : Bruno Gazzotti - (ISBN 2-907159-63-1)
- Soda, Horizon BD, 2008
Scénario : Tome - Dessin : Bruno Gazzotti - Couleurs : Cerise

### Seuls
- 1. La Disparition[39], Dupuis, Marcinelle, janvier 2006
Scénario : Fabien Vehlmann - Dessin : Bruno Gazzotti - Couleurs : Cerise -  (ISBN 2-8001-3692-8)
- 2. Le Maître des couteaux, Dupuis, Marcinelle, avril 2007
Scénario : Fabien Vehlmann - Dessin : Bruno Gazzotti - Couleurs : Cerise -  (ISBN 9782800139135)
- 3. Le Clan du requin[40],[41], Dupuis, Marcinelle, juin 2008
Scénario : Fabien Vehlmann - Dessin : Bruno Gazzotti - Couleurs : Caroline Delabie et Ralph[Note 2] -  (ISBN 9782800140490)
- 4. Les Cairns rouges, Dupuis, Marcinelle, juin 2009
Scénario : Fabien Vehlmann - Dessin : Bruno Gazzotti - Couleurs : Caroline Delabie et Usagi -  (ISBN 9782800144139)
- 5. Au cœur du maelström, Dupuis, Marcinelle, juin 2010
Scénario : Fabien Vehlmann - Dessin : Bruno Gazzotti - Couleurs : Usagi -  (ISBN 9782800146935)
- 6. La Quatrième Dimension et demie, Dupuis, Marcinelle, juin 2011
Scénario : Fabien Vehlmann - Dessin : Bruno Gazzotti - Couleurs : Usagi -  (ISBN 9782800150246)
- 7. Les Terres Basses, Dupuis, Marcinelle, juin 2012
Scénario : Fabien Vehlmann - Dessin : Bruno Gazzotti - Couleurs : Usagi -  (ISBN 9782800153131)
- 8. Les Arènes[42],[43], Dupuis, Marcinelle, novembre 2013
Scénario : Fabien Vehlmann - Dessin : Bruno Gazzotti - Couleurs : Usagi -  (ISBN 9782800157092)
- 9. Avant l'enfant-minuit, Dupuis, Marcinelle, octobre 2015
Scénario : Fabien Vehlmann - Dessin : Bruno Gazzotti - Couleurs : Usagi -  (ISBN 9782800160948)
- 10. La Machine à démourir, Dupuis, Marcinelle, novembre 2016
Scénario : Fabien Vehlmann - Dessin : Bruno Gazzotti - Couleurs : Usagi -  (ISBN 9782800167176)
- 11. Les Cloueurs de nuit, Dupuis, Marcinelle, juin 2018
Scénario : Fabien Vehlmann - Dessin : Bruno Gazzotti - Couleurs : Usagi -  (ISBN 9782800170473)
- 12. Les Révoltés de Néosalem, Dupuis, Marcinelle, 5 juin 2020
Scénario : Fabien Vehlmann - Dessin : Bruno Gazzotti - Couleurs : Usagi -  (ISBN 9791034733583)
- 13. Les Âmes tigrées[44], Dupuis, Marcinelle, 12 novembre 2021
Scénario : Fabien Vehlmann - Dessin : Bruno Gazzotti - Couleurs : Usagi -  (ISBN 9782800170473)
- 14. Les Protecteurs[45],[46], Rue de Sèvres, Paris, 10 janvier 2024
Scénario : Fabien Vehlmann - Dessin : Bruno Gazzotti - Couleurs : Usagi -  (ISBN 978-2-8102-0676-6)
- 15. L'Hôtel au bord du monde[47],[48], Rue de Sèvres, Paris, 13 novembre 2024
Scénario : Fabien Vehlmann - Dessin : Bruno Gazzotti - Couleurs : Usagi -  (ISBN 978-2-8102-0592-9)

### Divers

#### Albums
- Pilote de chasse[49], Force aérienne belge, Evere, 1993
Scénario : G. De Wilde - Dessin : Bruno Gazzotti - Couleurs : Studio Leonardo
- Des Lendemains sans nuage[50],[51], Le Lombard, coll. « Signé », Bruxelles, 2001
Scénario : Fabien Vehlmann - Dessin : Ralph Meyer et Bruno Gazzotti - Couleurs : Bernard Devillers -  (ISBN 2-8036-1668-8),Réédition en 2009[52] avec visuel de couverture différent  (ISBN 2-8036-2546-6).
- 42. Spirou à Moscou, Dupuis, Marcinelle, 1990
Scénario : Tome - Dessin : Janry - Couleurs : Stéphane De Becker,Bruno Gazzotti a été l'assistant de Janry sur cet épisode de Spirou et Fantasio.

## Prix et distinctions
- 1993 :  prix du meilleur dessin décerné par la Chambre belge des experts en bande dessinée[53] pour Fureur chez les saints ;
- 1996 :  prix du meilleur album de l'année décerné par la Chambre belge des experts en bande dessinée[53] pour Tuez en paix partagé avec Tome ;
- 1998 :  prix Cori[54] au Salon BD de Maisons-Laffitte partagé avec Tome pour Et délivre-nous du mal.
- 2002 :  Prix de la meilleure bande dessinée de science-fiction décerné par festival des Utopiales, partagé avec Fabien Vehlmann et Ralph Meyer pour Des Lendemains sans Nuages[52] ;
- 2006 :  prix Conseil Général pour Seuls[55] ;
- 2007 :  prix jeunesse 9-12 ans[56] du festival d'Angoulême pour Seuls, t. 1 (avec Fabien Vehlmann) ;
- 2013 :  prix Diagonale-Le Soir, avec Fabien Vehlmann, de la meilleure série pour Seuls[57].